# پرستودریایی تیره

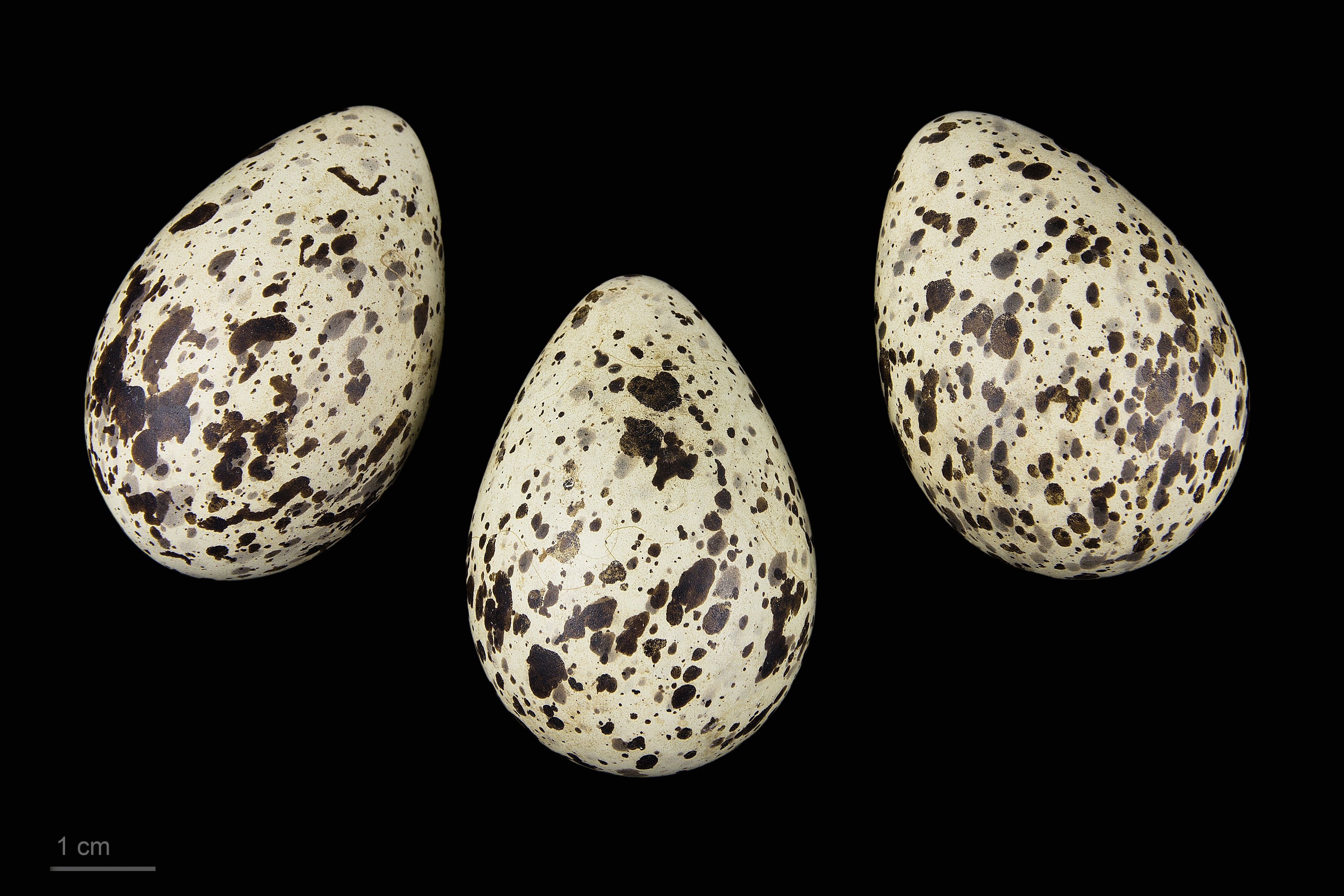
Chlidonias hybrida hybrida

پرستودریایی تیره (نام علمی: Chlidonias hybridus) گونه‌ای پرستوی دریایی از تیرهٔ کاکاییان است. این پرستوی دریایی پرنده‌ای پرجنب و جوش است که برای به دست آوردن غذا شیرجه می‌رود و آن را می‌قاپد.

## ویژگی‌های ریخت‌شناسی
پرستوی دریایی تیره ۲۵ سانتی‌متر طول دارد و کمی بزرگتر از پرستودریایی بال‌سفید است. این پرنده دارای زیرتنهٔ خاکستری، تارک سیاه، چانه سفید، منقار قرمز، و دم دوشاخهٔ به رنگ سفید است. پرندهٔ بالغ در تابستان‌ها روتنهٔ خاکستری یکدست (شامل دم و دمگاه) و زیرتنهٔ خاکستری دودی دارد که در تضاد با نوار سفید چانه و زیربال‌های سفیدش دیده می‌شوند. در زمستان‌ها اما، از آنجا که زیر بدنش سفید است، می‌توان آن را از منقار سخت‌تر و باریک‌تر و حاشیهٔ سفید و مشخص تارکش از دیگر پرستوهای دریایی بازشناخت.

## زیستگاه
این پرنده اغلب در آب‌های داخلی زندگی می‌کند و در زمستان‌ها نیز گاه به صورت گذری در کرانه‌های دریاها دیده می‌شود و روی علف‌های شناور روی آب در تالاب‌ها آشیانه می‌سازد.
زمان لانه‌گذاری در خرداد ماه می‌باشد.

## نگارخانه

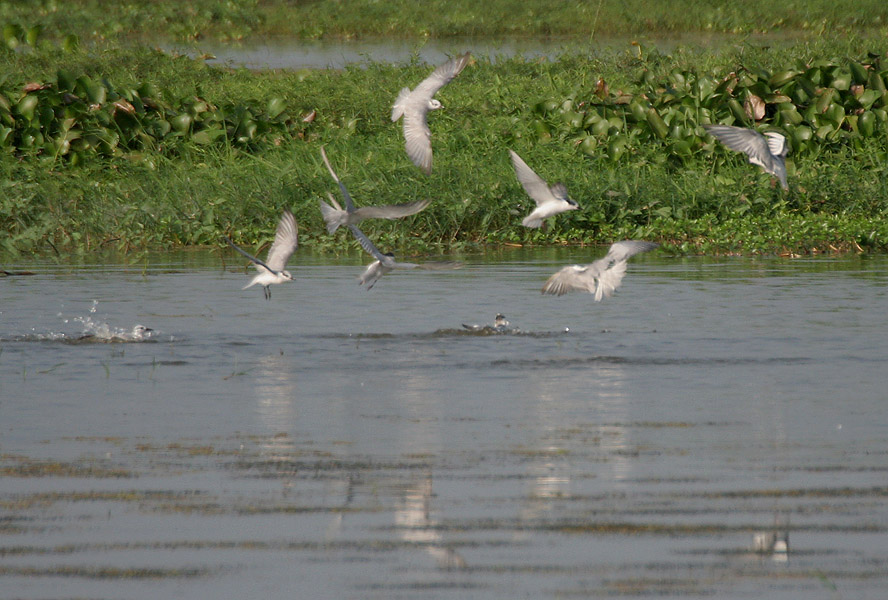
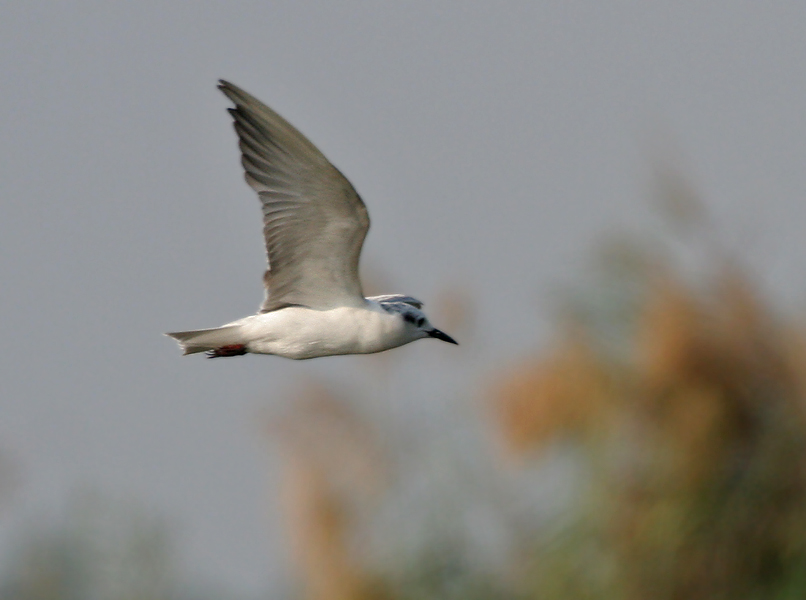
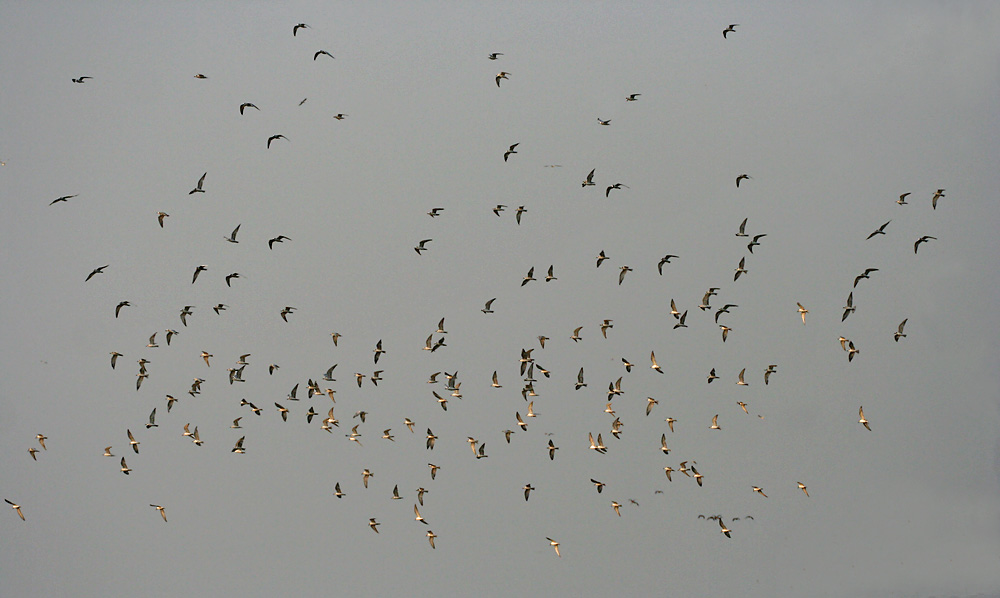
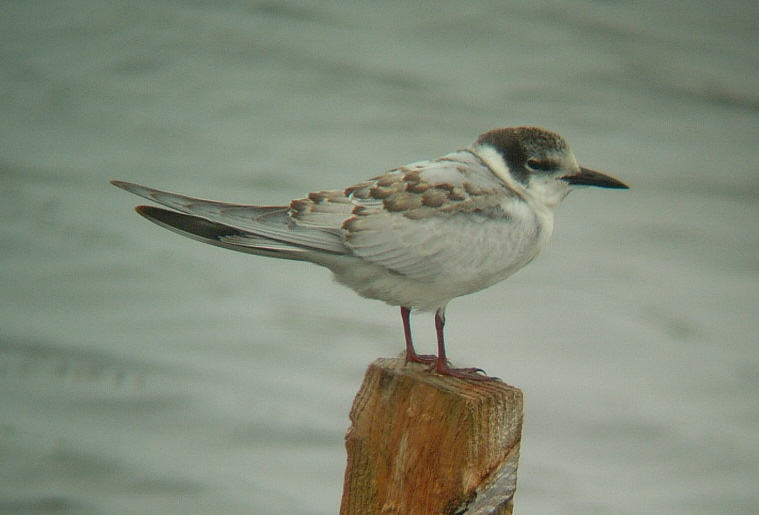
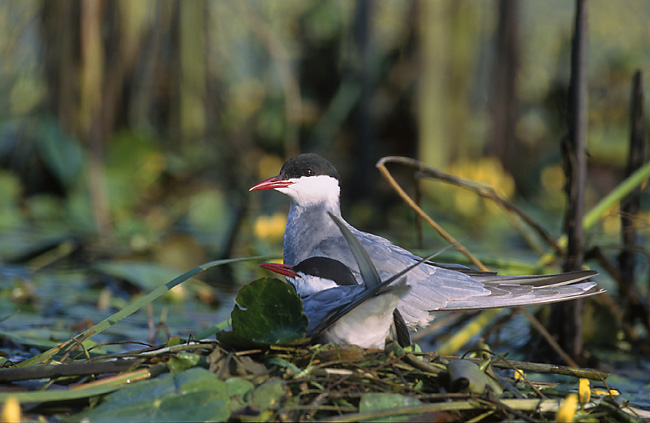
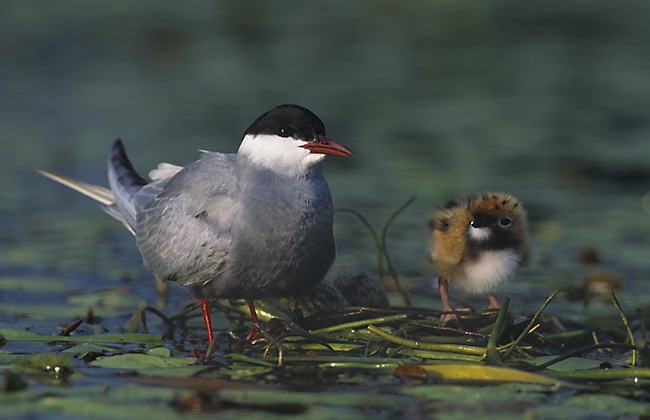